# Rezerwat przyrody Radowice
Radowice – leśny rezerwat przyrody w województwie lubuskim, w powiecie zielonogórskim, w gminach Sulechów i Trzebiechów. Leży na gruntach Skarbu Państwa w zarządzie Nadleśnictwa Sulechów, na terenie Obszaru Chronionego Krajobrazu Rynny Obrzycko-Obrzańskie.
Został utworzony rozporządzeniem Nr 5 Wojewody Lubuskiego z dnia 3 marca 2000 roku. Zajmuje powierzchnię 55,60 ha.
Celem ochrony jest zachowanie łęgu jesionowo-olszowego i lasu dębowo-grabowego, na silnie urzeźbionej krawędzi wysoczyzny polodowcowej.
Rezerwat obejmuje tereny źródliskowe o bardzo urozmaiconej rzeźbie terenu (różnica wysokości względnej wynosi 68 metrów). Występuje tu duże zróżnicowanie siedlisk i drzewostanów. Teren rezerwatu w większości porośnięty jest około 100-letnim lasem bukowym, będącym miejscem gniazdowania rzadkich gatunków ptaków takich jak m.in. gołąb siniak, dzięcioł zielony, muchołówka mała. Z gatunków grzybów chronionych występują szmaciak gałęzisty, sromotnik bezwstydny i mądziak psi, a z chronionych mchów – płonnik pospolity. W południowej części rezerwatu znajduje się niewielki zbiornik wodny, w latach 80. obserwowano tu żółwia błotnego, później jego obecności nie udało się już potwierdzić.
Osobliwością „Radowic” są kilkumetrowe stojące pnie zamarłych drzew ukraszone owocnikami hub oraz monumentalne ponad 30-metrowe modrzewie i daglezje.
Według obowiązującego planu ochrony ustanowionego w 2016 roku, obszar rezerwatu  objęty jest ochroną ścisłą.
Przez teren rezerwatu prowadzi ścieżka dydaktyczna; jej trasa rozpoczyna się przy stawach na wschód od wsi Obłotne. Długość ~5 km, czas przemarszu 3–4 godziny.